# Edingham Castle
Edingham Castle ist die Ruine eines Wohnturms etwa 1,5 km nördlich von Dalbeattie in der schottischen Council Area Dumfries and Galloway.

## Geschichte
Das Gebäude vom Anfang des 16. Jahrhunderts ließen die Livingstones von Little Airds errichten. In der Nähe befindet sich die Munitionsfabrik von Edingham.

## Beschreibung
Die Überreste des Wohnturms ohne Dach nehmen eine Fläche von 8,6 × 7,2 Meter ein und das umgebende bawn (Mauer) eine Fläche von etwa 17 × 12 Meter. Das Castle soll als vierstöckiges Tower House gebaut gewesen sein. Im späten 18. Jahrhundert soll es von der Besitzerfamilie auf zwei Stockwerke reduziert und um 1872 nur noch als dachlose Ruine verkauft worden sein. Die Ruine ist heute ein Scheduled Monument.
Die Wände sind auf der Ostseite bis zu 2,8 Meter dick, auf der Westseite bis zu 4,7 Meter. Auf drei Seiten gibt es kleine Fenster. Der Eingang befindet sich im Nordwesten. Von der Vorhalle führt eine Treppe mit Absatz in das erste Obergeschoss, von dem nur noch eine Giebelwand im Südwesten erhalten ist. Von der Vorhalle führen zwei Eingänge in den Gewölbekeller. Die Ruine zeigt auch noch Reste der umgebenden Verteidigungsmauer (im Engl. bawn genannt).
In der Nähe liegt die Motte von Edingham.